# Prva nogometna liga 2023-2024
La Prva nogometna liga 2023-2024, abbreviata in 1. NL 2023-2024 (In italiano: Prima lega calcistica 2023-24), è la 33ª edizione della seconda divisione, la diciottesima consecutiva a girone unico, del campionato di calcio croato.
Si tratta della seconda edizione con il nome di 1.NL,  in seguito alla riorganizzazione del sistema calcistico in Croazia, dopo che aveva portato il nome di Druga hrvatska nogometna liga, abbreviata in 2. HNL dal 1992 al 2022.

## Stagione

### Novità
Dalla stagione precedente è stato promosso in HNL il Rudeš, mentre sono stati retrocessi in 2. NL lo Hrvatski Dragovoljac e il Kustošija, sconfitto nello spareggio promozione-retrocessione.
Dalla HNL è stato invece retrocesso il Sebenico, mentre dalla 2. NL sono state promosse il campione Sesvete e lo Zrinski Jurjevac, vincitore dello spareggio promozione-retrocessione.
Il 21 agosto 2023 lo Zrinski Jurjevac trasferisce la sede da Jurjevac Punitovački ad Osijek, cambiando il nome in Zrinski Osječko 1664.

### Formula
Le 12 squadre disputano un girone di andata, ritorno e andata, per un totale di 33 giornate, al termine delle quali la prima classificata viene promossa in HNL, mentre l'ultima classificata è retrocessa in 2. NL. In aggiunta, la penultima gioca uno spareggio promozione-retrocessione contro una squadra di 2.NL per un ulteriore posto in 1.NL

### Campionato
La lotta al vertice è stata una corsa a due fra Sebenico e Zrinski Osječko: la vittoria, e la promozione, sono arrise agli arancioni grazie alla vittoria fuori casa nello scontro diretto (2–0) nel posticipo dell'ultima giornata (domenica 2 giugno, mentre tutte le altre gare erano state disputate sabato 1°), dove i bianco-azzurri padroni di casa avevano a disposizione due risultati su tre.
Riguardo la retrocessione diretta, c'è stato il crollo del Solin nelle ultime giornate. Il penultimo posto, valido per lo spareggio con la seconda della terza divisione, ha visto il BSK Bijelo Brdo scavalcare l'Orijent in extremis (due vittorie nelle ultime due partite – l'ultima con gol al 95º minuto sul Dugopolje – per i giallo-blu, contro i due pareggi dei bianco-rossi.

## Squadre partecipanti
| Squadra              | Sede                     | Stadio                                                    | Stagione precedente |
| -------------------- | ------------------------ | --------------------------------------------------------- | ------------------- |
| BSK Bijelo Brdo      | Bijelo Brdo              | Igralište BSK                                             | 4° in 1.NL          |
| Cibalia              | Vinkovci                 | Stadio Cibalia                                            | 3° in 1.NL          |
| Croatia Zmijavci     | Zmijavci                 | ŠRC Marijan Šuto Mrma                                     | 7° in 1.NL          |
| Dubrava              | Gornja Dubrava, Zagabria | ŠRC Grana-Klaka ŠNC Stjepan Spajić                        | 9° in 1.NL          |
| Dugopolje            | Dugopoglie               | ŠRC Hrvatskih vitezova                                    | 10° in 1.NL         |
| Jarun                | Jarun, Zagabria          | Stadion NK Jarun Stadio Ivan Laljak-Ivić di Zaprešić      | 5° in 1.NL          |
| Orijent              | Sussak                   | Stadio Krimeja                                            | 6° in 1.NL          |
| Sesvete              | Sesvete, Zagabria        | Stadion sveti Josip Radnik                                | 1° in 2. NL         |
| Solin                | Salona                   | Stadion pokraj Jadra ŠRC Hrvatskih vitezova di Dugopoglie | 8° in 1.NL          |
| Sebenico             | Sebenico                 | Stadio Šubićevac                                          | 16° in 1.HNL        |
| Vukovar              | Vukovar                  | Gradski stadion u Borovu Naselju                          | 2° in 1.NL          |
| Zrinski Osječko 1664 | Osijek                   | Stadio Gradski vrt                                        | 2° in 2. NL         |

## Classifica
|  | Pos. | Squadra          | Pt | G  | V  | N  | P  | GF | GS | DR  |
|  | ---- | ---------------- | -- | -- | -- | -- | -- | -- | -- | --- |
|  | 1.   | Sebenico         | 82 | 33 | 26 | 4  | 3  | 68 | 18 | +50 |
|  | 2.   | Zrinski Osječko  | 81 | 33 | 26 | 3  | 4  | 53 | 18 | +35 |
|  | 3.   | Vukovar          | 58 | 33 | 16 | 10 | 7  | 56 | 36 | +20 |
|  | 4.   | Sesvete          | 42 | 33 | 12 | 6  | 15 | 36 | 41 | –5  |
|  | 5.   | Jarun            | 40 | 33 | 11 | 7  | 15 | 35 | 46 | –11 |
|  | 6.   | Dubrava          | 38 | 33 | 10 | 8  | 15 | 36 | 44 | –8  |
|  | 7.   | Dugopolje        | 37 | 33 | 8  | 13 | 12 | 38 | 45 | –7  |
|  | 8.   | Cibalia          | 37 | 33 | 11 | 4  | 18 | 37 | 57 | –20 |
|  | 9.   | Croatia Zmijavci | 36 | 33 | 8  | 12 | 13 | 39 | 48 | –9  |
|  | 10.  | BSK Bijelo Brdo  | 34 | 33 | 7  | 13 | 13 | 30 | 44 | –14 |
|  | 11.  | Orijent          | 33 | 33 | 7  | 12 | 14 | 34 | 48 | –14 |
|  | 12.  | Solin            | 24 | 33 | 4  | 12 | 17 | 33 | 50 | –17 |

Legenda:

      Promossa in HNL 2024-2025.

  Allo spareggio contro la seconda classificata della 2. NL 2023-2024.

      Retrocessa in 2. NL 2024-2025.
Note:

Tre punti a vittoria, uno a pareggio, zero a sconfitta.
In caso di arrivo di due o più squadre a pari punti, la graduatoria viene stilata secondo la classifica avulsa tra le squadre interessate.

## Qualificazioni
Le "qualificazioni per il riempimento della 1. NL" (in lingua croata: Kvalifikacije za popunu 1.NL) vedono coinvolte la penultima della 1. NL 2023-2024 (Orijent) e la seconda della 2. NL 2023-2024 (Kustošija) per un posto in 1. NL 2024-2025.
| Squadra 1 | Totale | Squadra 2 | Andata     | Ritorno    |
| --------- | ------ | --------- | ---------- | ---------- |
|           |        |           | 09.06.2024 | 14.06.2024 |
| Kustošija | 2 – 4  | Orijent   | 1 – 2      | 1 – 2      |

## Risultati

### Tabellone
|                  | BSK  | Cib  | Cro  | Dub  | Dug  | Jar  | Ori  | Ses  | Sol  | Seb  | Vuk  | Zri  |
| ---------------- | ---- | ---- | ---- | ---- | ---- | ---- | ---- | ---- | ---- | ---- | ---- | ---- |
| BSK Bijelo Brdo  | –––– | 2-2  | 0-0  | 1-1  | 1-1  | 0-0  | 2-2  | 2-0  | 1-1  | 0-1  | 1-3  | 0-1  |
| BSK Bijelo Brdo  | –––– | 1-0  | —    | —    | 2-1  | —    | 0-0  | 2-1  | —    | 1-3  | —    | —    |
| Cibalia          | 0-1  | –––– | 1-0  | 1-0  | 2-1  | 3-1  | 1-0  | 0-1  | 3-1  | 1-3  | 0-1  | 1-4  |
| Cibalia          | —    | –––– | —    | —    | —    | 1-1  | 1-1  | —    | 4-2  | —    | 1-5  | 1-2  |
| Croatia Zmijavci | 1-1  | 5-1  | –––– | 1-2  | 4-1  | 1-0  | 6-2  | 0-0  | 2-1  | 0-0  | 2-2  | 0-0  |
| Croatia Zmijavci | 3-0  | 2-0  | –––– | —    | 0-2  | —    | —    | 3-1  | —    | 0-3  | —    | —    |
| Dubrava          | 2-1  | 1-1  | 2-1  | –––– | 1-3  | 0-1  | 3-2  | 0-2  | 1-1  | 0-3  | 1-2  | 0-1  |
| Dubrava          | 4-0  | 1-2  | 1-1  | –––– | —    | —    | 0-1  | —    | 3-0  | —    | —    | —    |
| Dugopolje        | 1-1  | 4-0  | 1-1  | 1-2  | –––– | 4-0  | 1-2  | 1-1  | 1-1  | 0-0  | 1-2  | 0-0  |
| Dugopolje        | —    | 1-2  | —    | 0-0  | –––– | —    | 0-0  | 1-3  | 2-2  | 0-4  | —    | —    |
| Jarun            | 2-2  | 2-0  | 5-2  | 1-0  | 0-2  | –––– | 4-2  | 2-0  | 2-0  | 0-3  | 0-3  | 0-1  |
| Jarun            | 1-3  | —    | 1-1  | 0-1  | 1-2  | –––– | —    | —    | —    | —    | 2-2  | 1-2  |
| Orijent          | 1-0  | 0-3  | 1-1  | 1-1  | 1-2  | 0-1  | –––– | 1-0  | 1-1  | 5-4  | 0-1  | 0-1  |
| Orijent          | —    | —    | 3-0  | —    | —    | 0-0  | –––– | —    | 2-2  | —    | 0-0  | 0-1  |
| Sesvete          | 2-0  | 4-0  | 1-0  | 0-1  | 0-1  | 2-1  | 1-1  | –––– | 2-0  | 1-0  | 1-2  | 0-1  |
| Sesvete          | —    | 2-1  | —    | 1-1  | —    | 2-3  | 2-2  | –––– | 1-2  | 0-4  | —    | —    |
| Solin            | 0-0  | 0-3  | 0-0  | 3-1  | 0-0  | 1-1  | 4-1  | 0-1  | –––– | 2-3  | 1-1  | 1-2  |
| Solin            | 0-1  | —    | 4-0  | —    | —    | 0-1  | —    | —    | –––– | —    | 0-1  | 0-1  |
| Sebenico         | 3-0  | 2-0  | 2-1  | 4-1  | 1-1  | 2-0  | 1-0  | 3-0  | 1-0  | –––– | 3-0  | 3-0  |
| Sebenico         | —    | 1-0  | —    | 1-0  | —    | 2-0  | 1-0  | —    | 2-1  | –––– | 2-1  | —    |
| Vukovar          | 3-2  | 3-1  | 1-1  | 2-2  | 3-0  | 0-1  | 2-0  | 3-1  | 2-2  | 1-1  | –––– | 1-2  |
| Vukovar          | 2-2  | —    | 2-0  | 3-1  | 1-1  | —    | —    | 0-1  | —    | —    | –––– | 1-2  |
| Zrinski Jurjevac | 1-0  | 2-0  | 4-0  | 0-2  | 3-0  | 2-0  | 1-2  | 2-2  | 3-0  | 2-0  | 1-0  | –––– |
| Zrinski Jurjevac | 1-0  | —    | 3-0  | 2-0  | 4-1  | —    | —    | 1-0  | —    | 0-2  | —    | –––– |

### Calendario 1ª-22ª
| Andata (1ª) | Andata (1ª) | 1ª giornata                 | Ritorno (12ª) | Ritorno (12ª) |
|             |             |                             |               |               |
| 12 agosto   | 0-0         | Solin - BSK                 | 1-1           | 28 ottobre    |
| 12 agosto   | 3-0         | Šibenik - Vukovar 1991      | 1-1           | 28 ottobre    |
| 12 agosto   | 2-0         | Zrinski Osječko - Jarun     | 1-0           | 28 ottobre    |
| 12 agosto   | 1-1         | Orijent - Dubrava Tim kabel | 2-3           | 28 ottobre    |
| 12 agosto   | 1-0         | Cibalia - Croatia           | 1-5           | 28 ottobre    |
| 12 agosto   | 0-1         | Sesvete - Dugopolje         | 1-1           | 28 ottobre    |

| Andata (2ª) | Andata (2ª) | 2ª giornata                    | Ritorno (13ª) | Ritorno (13ª) |
|             |             |                                |               |               |
| 19 agosto   | 1-1         | BSK - Dugopolje                | 1-1           | 4 novembre    |
| 19 agosto   | 0-0         | Croatia - Sesvete              | 0-1           | 4 novembre    |
| 19 agosto   | 1-1         | Dubrava Tim kabel - Cibalia    | 0-1           | 4 novembre    |
| 19 agosto   | 4-2         | Jarun - Orijent                | 1-0           | 4 novembre    |
| 19 agosto   | 1-2         | Vukovar 1991 - Zrinski Osječko | 0-1           | 4 novembre    |
| 19 agosto   | 2-3         | Solin - Šibenik                | 0-1           | 4 novembre    |

| Andata (3ª) | Andata (3ª) | 3ª giornata                 | Ritorno (14ª) | Ritorno (14ª) |
|             |             |                             |               |               |
| 26 agosto   | 3-0         | Šibenik - BSK               | 1-0           | 11 novembre   |
| 26 agosto   | 3-0         | Zrinski Osječko - Solin     | 2-1           | 11 novembre   |
| 26 agosto   | 0-1         | Orijent - Vukovar 1991      | 0-2           | 11 novembre   |
| 26 agosto   | 3-1         | Cibalia - Jarun             | 0-2           | 11 novembre   |
| 26 agosto   | 0-1         | Sesvete - Dubrava Tim kabel | 2-0           | 11 novembre   |
| 26 agosto   | 1-1         | Dugopolje - Croatia         | 1-4           | 11 novembre   |

| Andata (4ª) | Andata (4ª) | 4ª giornata                   | Ritorno (15ª) | Ritorno (15ª) |
|             |             |                               |               |               |
| 2 settembre | 0-0         | BSK - Croatia                 | 1-1           | 18 novembre   |
| 2 settembre | 1-3         | Dubrava Tim kabel - Dugopolje | 2-1           | 18 novembre   |
| 2 settembre | 2-0         | Jarun - Sesvete               | 1-2           | 18 novembre   |
| 2 settembre | 3-1         | Vukovar 1991 - Cibalia        | 1-0           | 18 novembre   |
| 2 settembre | 4-1         | Solin - Orijent               | 1-1           | 18 novembre   |
| 2 settembre | 3-0         | Šibenik - Zrinski Osječko     | 0-2           | 18 novembre   |

| Andata (5ª) | Andata (5ª) | 5ª giornata                 | Ritorno (16ª) | Ritorno (16ª) |
|             |             |                             |               |               |
| 9 settembre | 1-0         | Zrinski Osječko - BSK       | 1-0           | 25 novembre   |
| 9 settembre | 5-4         | Orijent - Šibenik           | 0-1           | 25 novembre   |
| 9 settembre | 3-1         | Cibalia - Solin             | 3-0           | 25 novembre   |
| 9 settembre | 1-2         | Sesvete - Vukovar 1991      | 1-3           | 25 novembre   |
| 9 settembre | 4-0         | Dugopolje - Jarun           | 2-0           | 25 novembre   |
| 9 settembre | 1-2         | Croatia - Dubrava Tim kabel | 1-2           | 25 novembre   |

| Andata (6ª)  | Andata (6ª) | 6ª giornata               | Ritorno (17ª) | Ritorno (17ª) |
|              |             |                           |               |               |
| 16 settembre | 1-1         | BSK - Dubrava Tim kabel   | 1-2           | 2 dicembre    |
| 16 settembre | 5-2         | Jarun - Croatia           | 0-1           | 2 dicembre    |
| 16 settembre | 3-0         | Vukovar 1991 - Dugopolje  | 2-1           | 2 dicembre    |
| 16 settembre | 0-1         | Solin - Sesvete           | 0-2           | 2 dicembre    |
| 16 settembre | 2-0         | Šibenik - Cibalia         | 3-1           | 2 dicembre    |
| 16 settembre | 1-2         | Zrinski Osječko - Orijent | 1-0           | 2 dicembre    |

| Andata (7ª)  | Andata (7ª) | 7ª giornata               | Ritorno (18ª) | Ritorno (18ª) |
|              |             |                           |               |               |
| 23 settembre | 1-0         | Orijent - BSK             | 2-2           | 17 febbraio   |
| 23 settembre | 1-4         | Cibalia - Zrinski Osječko | 0-2           | 17 febbraio   |
| 23 settembre | 1-0         | Sesvete - Šibenik         | 0-3           | 17 febbraio   |
| 23 settembre | 1-1         | Dugopolje - Solin         | 0-0           | 17 febbraio   |
| 23 settembre | 2-2         | Croatia - Vukovar 1991    | 1-1           | 17 febbraio   |
| 23 settembre | 0-1         | Dubrava Tim kabel - Jarun | 0-1           | 17 febbraio   |

| Andata (8ª)  | Andata (8ª) | 8ª giornata                      | Ritorno (19ª) | Ritorno (19ª) |
|              |             |                                  |               |               |
| 30 settembre | 0-0         | BSK - Jarun                      | 2-2           | 24 febbraio   |
| 30 settembre | 2-2         | Vukovar 1991 - Dubrava Tim kabel | 2-1           | 24 febbraio   |
| 30 settembre | 0-0         | Solin - Croatia                  | 1-2           | 24 febbraio   |
| 30 settembre | 1-1         | Šibenik - Dugopolje              | 0-0           | 24 febbraio   |
| 30 settembre | 2-2         | Zrinski Osječko - Sesvete        | 1-0           | 24 febbraio   |
| 30 settembre | 0-3         | Orijent - Cibalia                | 0-1           | 24 febbraio   |

| Andata (9ª) | Andata (9ª) | 9ª giornata                 | Ritorno (20ª) | Ritorno (20ª) |
|             |             |                             |               |               |
| 7 ottobre   | 0-1         | Cibalia - BSK               | 2-2           | 2 marzo       |
| 7 ottobre   | 1-1         | Sesvete - Orijent           | 0-1           | 2 marzo       |
| 7 ottobre   | 0-0         | Dugopolje - Zrinski Osječko | 0-3           | 2 marzo       |
| 7 ottobre   | 0-0         | Croatia - Šibenik           | 1-2           | 2 marzo       |
| 7 ottobre   | 1-1         | Dubrava Tim kabel - Solin   | 1-3           | 2 marzo       |
| 7 ottobre   | 0-3         | Jarun - Vukovar 1991        | 1-0           | 2 marzo       |

| Andata (10ª) | Andata (10ª) | 10ª giornata                | Ritorno (21ª) | Ritorno (21ª) |
|              |              |                             |               |               |
| 14 ottobre   | 1-3          | BSK - Vukovar 1991          | 2-3           | 9 marzo       |
| 14 ottobre   | 1-1          | Solin - Jarun               | 0-2           | 9 marzo       |
| 14 ottobre   | 4-1          | Šibenik - Dubrava Tim kabel | 3-0           | 9 marzo       |
| 14 ottobre   | 4-0          | Zrinski Osječko - Croatia   | 0-0           | 9 marzo       |
| 14 ottobre   | 1-2          | Orijent - Dugopolje         | 2-1           | 9 marzo       |
| 14 ottobre   | 0-1          | Cibalia - Sesvete           | 0-4           | 9 marzo       |

| \| Andata (11ª) \| Andata (11ª) \| 11ª giornata \| Ritorno (22ª) \| Ritorno (22ª) \| \| \| \| \| \| \| \| 21 ottobre \| 2-0 \| Sesvete - BSK \| 0-2 \| 16 marzo \| \| 21 ottobre \| 4-0 \| Dugopolje - Cibalia \| 1-2 \| 16 marzo \| \| 21 ottobre \| 6-2 \| Croatia - Orijent \| 1-1 \| 16 marzo \| \| 21 ottobre \| 0-1 \| Dubrava Tim kabel - Zrinski Osječko \| 2-0 \| 16 marzo \| \| 21 ottobre \| 0-3 \| Jarun - Šibenik \| 0-2 \| 16 marzo \| \| 21 ottobre \| 2-2 \| Vukovar 1991 - Solin \| 1-1 \| 16 marzo \| |              |                                     |               |               |
| Andata (11ª) | Andata (11ª) | 11ª giornata                        | Ritorno (22ª) | Ritorno (22ª) |
| |              |                                     |               |               |
| 21 ottobre | 2-0          | Sesvete - BSK                       | 0-2           | 16 marzo      |
| 21 ottobre | 4-0          | Dugopolje - Cibalia                 | 1-2           | 16 marzo      |
| 21 ottobre | 6-2          | Croatia - Orijent                   | 1-1           | 16 marzo      |
| 21 ottobre | 0-1          | Dubrava Tim kabel - Zrinski Osječko | 2-0           | 16 marzo      |
| 21 ottobre | 0-3          | Jarun - Šibenik                     | 0-2           | 16 marzo      |
| 21 ottobre | 2-2          | Vukovar 1991 - Solin                | 1-1           | 16 marzo      |

### Calendario 23ª-33ª
| 23ª giornata |                                     |     |
|              |                                     |     |
| 23 marzo     | Sesvete - Orijent                   | 2-2 |
| 23 marzo     | Zrinski Osječko - Dubrava Tim Kabel | 2-0 |
| 23 marzo     | Vukovar 1991 - Croatia              | 2-0 |
| 23 marzo     | Jarun - BSK                         | 1-3 |
| 23 marzo     | Dugopolje - Solin                   | 2-2 |
| 23 marzo     | Šibenik - Cibalia                   | 1-0 |

| 24ª giornata |                               |     |
|              |                               |     |
| 30 marzo     | Orijent - Vukovar 1991        | 0-0 |
| 30 marzo     | Dugopolje - Dubrava Tim Kabel | 0-0 |
| 30 marzo     | Cibalia - Zrinski Osječko     | 1-2 |
| 30 marzo     | Solin - Jarun                 | 0-1 |
| 30 marzo     | Croatia - Šibenik             | 0-3 |
| 30 marzo     | BSK - Sesvete                 | 2-1 |

| 25ª giornata |                             |     |
|              |                             |     |
| 6 aprile     | Sesvete - Solin             | 1-2 |
| 6 aprile     | Zrinski Osječko - Croatia   | 3-0 |
| 6 aprile     | Šibenik - Orijent           | 1-0 |
| 6 aprile     | Vukovar 1991 - BSK          | 2-2 |
| 6 aprile     | Jarun - Dugopolje           | 1-2 |
| 6 aprile     | Dubrava Tim Kabel - Cibalia | 1-2 |

| 26ª giornata |                           |     |
|              |                           |     |
| 13 aprile    | Jarun - Dubrava Tim Kabel | 0-1 |
| 13 aprile    | Orijent - Zrinski Osječko | 0-1 |
| 13 aprile    | BSK - Šibenik             | 1-3 |
| 13 aprile    | Solin - Vukovar 1991      | 0-1 |
| 13 aprile    | Dugopolje - Sesvete       | 1-3 |
| 13 aprile    | Croatia - Cibalia         | 2-0 |

| 27ª giornata |                             |     |
|              |                             |     |
| 20 aprile    | Sesvete - Jarun             | 2-3 |
| 20 aprile    | Zrinski Osječko - BSK       | 1-0 |
| 20 aprile    | Šibenik - Solin             | 2-1 |
| 20 aprile    | Vukovar 1991 - Dugopolje    | 1-1 |
| 20 aprile    | Cibalia - Orijent           | 1-1 |
| 20 aprile    | Dubrava Tim Kabel - Croatia | 1-1 |

| 28ª giornata |                             |     |
|              |                             |     |
| 27 aprile    | Sesvete - Dubrava Tim Kabel | 1-1 |
| 27 aprile    | Solin - Zrinski Osječko     | 0-1 |
| 27 aprile    | Dugopolje - Šibenik         | 0-4 |
| 27 aprile    | Jarun - Vukovar 1991        | 2-2 |
| 27 aprile    | BSK - Cibalia               | 1-0 |
| 27 aprile    | Orijent - Croatia           | 3-0 |

| 29ª giornata |                             |     |
|              |                             |     |
| 4 maggio     | Zrinski Osječko - Dugopolje | 4-1 |
| 4 maggio     | Šibenik - Jarun             | 2-0 |
| 4 maggio     | Vukovar 1991 - Sesvete      | 0-1 |
| 4 maggio     | Cibalia - Solin             | 4-2 |
| 4 maggio     | Dubrava Tim Kabel - Orijent | 0-1 |
| 4 maggio     | Croatia - BSK               | 3-0 |

| 30ª giornata |                                  |     |
|              |                                  |     |
| 11 maggio    | Sesvete - Šibenik                | 0-4 |
| 11 maggio    | Jarun - Zrinski Osječko          | 1-2 |
| 11 maggio    | Vukovar 1991 - Dubrava Tim Kabel | 3-1 |
| 11 maggio    | Dugopolje - Cibalia              | 1-2 |
| 11 maggio    | Solin - Croatia                  | 4-0 |
| 11 maggio    | BSK - Orijent                    | 0-0 |

| 31ª giornata |                           |     |
|              |                           |     |
| 18 maggio    | Zrinski Osječko - Sesvete | 1-0 |
| 18 maggio    | Šibenik - Vukovar 1991    | 2-1 |
| 18 maggio    | Cibalia - Jarun           | 1-1 |
| 18 maggio    | Orijent - Solin           | 2-2 |
| 18 maggio    | Dubrava Tim Kabel - BSK   | 4-0 |
| 18 maggio    | Croatia - Dugopolje       | 0-2 |

| 32ª giornata |                                |     |
|              |                                |     |
| 25 maggio    | Sesvete - Cibalia              | 2-1 |
| 25 maggio    | Vukovar 1991 - Zrinski Osječko | 1-2 |
| 25 maggio    | Šibenik - Dubrava Tim Kabel    | 1-0 |
| 25 maggio    | Jarun - Croatia                | 1-1 |
| 25 maggio    | Dugopolje - Orijent            | 0-0 |
| 25 maggio    | Solin - BSK                    | 0-1 |

| \| 33ª giornata \| \| \| \| \| \| \| \| 1° giugno \| Zrinski Osječko - Šibenik \| 0-2 \| \| 1° giugno \| Cibalia - Vukovar 1991 \| 1-5 \| \| 1° giugno \| Croatia - Sesvete \| 3-1 \| \| 1° giugno \| Orijent - Jarun \| 0-0 \| \| 1° giugno \| BSK - Dugopolje \| 2-1 \| \| 1° giugno \| Dubrava Tim Kabel - Solin \| 3-0 \| |                           |     |
| 33ª giornata |                           |     |
| |                           |     |
| 1° giugno | Zrinski Osječko - Šibenik | 0-2 |
| 1° giugno | Cibalia - Vukovar 1991    | 1-5 |
| 1° giugno | Croatia - Sesvete         | 3-1 |
| 1° giugno | Orijent - Jarun           | 0-0 |
| 1° giugno | BSK - Dugopolje           | 2-1 |
| 1° giugno | Dubrava Tim Kabel - Solin | 3-0 |

## Classifica marcatori
| Pos.                      | Giocatore            | Club            | Reti |
| ------------------------- | -------------------- | --------------- | ---- |
| 1                         | Dominik Dogan        | Zrinski Osječko | 23   |
| 2                         | Josip Majić          | Sebenico        | 14   |
| 3                         | Ivan Božić           | Sebenico        | 13   |
| 4                         | Dragan Juranović     | Dubrava         | 12   |
| 5                         | Zinedin Mustedanagić | Vukovar         | 11   |
| 5                         | Törles Knöll         | Vukovar         | 11   |
| 7                         | Mirko Sušak          | Sesvete         | 10   |
| 7                         | Bruno Zdunić         | Dugopolje       | 10   |
| 7                         | Antonio Kaćunko      | Solin           | 10   |
| 7                         | Karlo Miljanić       | Cibalia         | 10   |
| Fonte: SuperSport Prva NL |                      |                 |      |